# Municipio de Čaška
La municipalidad de Čaška (también, Chaska) (en macedonio, Општина Чашка) es un municipio situado en Macedonia del Norte. Según el censo de 2021, tiene una población de 7942 habitantes.